# Armand Dufrénoy
Pour les articles homonymes, voir Dufrénoy.
Armand Dufrénoy, de son vrai nom Ours Pierre Armand Petit-Dufrénoy est un géologue et minéralogiste français né à Sevran (Seine-Saint-Denis) le 5 septembre 1792 et mort le 20 mars 1857 à Paris, coauteur de la première carte géologique de France, et directeur de l'École des mines de Paris pendant plus de 20 ans.

## Biographie
Il est le fils d'Adélaïde Gillette Dufrénoy et de Simon Petit-Dufrenoy, homme de confiance de Voltaire. Il étudie à l'École polytechnique (Promotion X 1811), puis entre dans le corps des mines. Il devient professeur de minéralogie de l'École des mines, puis son directeur (1836-1857). Il est aussi professeur à l'École des ponts et chaussées.
Avec Léonce Élie de Beaumont, il publie en 1841 une carte géologique de la France, résultat de près de treize ans de travail (1823-1836). Cinq ans sont consacrés à l'écriture du texte accompagnant la carte (1836-1841). La publication du texte, en deux volumes, s'étend de 1841 à 1848 ; un troisième s'ajoute en 1873. Les deux auteurs ont déjà publié Voyage métallurgique en Angleterre (1827), Mémoires pour servir à une description géologique de la France, en quatre volumes (1830-1838), et un mémoire sur le Cantal et le Mont-Dore (1833).
Il est également l'auteur d'un compte rendu sur les mines de fer des Pyrénées, paru en 1834, et d'un traité de minéralogie en trois volumes dans lesquels il décrit les propriétés physiques et chimiques de divers minéraux ainsi que leurs relations géologiques. Il contribue aussi aux Annales des mines et à d'autres publications scientifiques, l'une des plus intéressantes étant Des terrains volcaniques des environs de Naples. Avec André Brochant de Villiers et Elie de Beaumont, il se rend en Angleterre pour visiter les installations métallurgiques et les procédés utilisés. Leurs observations sont notées dans Les Annales des Mines. Éminent professeur de minéralogie, Dufrénoy retourne à Londres pour acquérir la collection de minéraux créée par l'abbé Haüy, fondateur de la cristallographie, et c'est sous son impulsion que la collection du Muséum a pu devenir l'une des plus complètes au monde.
Dufrénoy est membre de l'Académie des sciences et commandeur de la légion d'honneur. Il reçoit la médaille Wollaston en 1843. Il occupe la chaire de minéralogie du Muséum national d'histoire naturelle de 1847 à 1857.
Il meurt le 20 mars 1857 et est inhumé au cimetière du Père-Lachaise (11e division).

## Espèces minérales décrites
- confolensite synonyme d'halloysite
- fer carbonaté (synonyme de chalybite) mélange de sidérite et d'argiles charbonneuses décrit en 1827[2]
- manganèse silicaté rose synonyme de rhodonite
- nussièrite 1835 déclassée comme synonyme de Phosphohedyphane[3].
- huréaulite 1829

Ours-Pierre-Armand Dufrénoy est le dédicataire d'une espèce minérale, la dufrénoysite, un sulfure de plomb et d'arsenic.

## Publications
- Armand Dufrénoy, Léonce Élie de Beaumont, Auguste Perdonnet et Léon Coste, Voyage Métallurgique en Angleterre : ou recueil de mémoires sur le gisement, l'exploitation et le traitement des minerais de fer, étain, plomb, cuivre, zinc, et sur la fabrication de l'acier, dans la Grande-Bretagne, t. 1, Paris, Bachelier, 1837, 2e éd., 735 p. (lire en ligne)
- Armand Dufrénoy, Léonce Élie de Beaumont, Auguste Perdonnet et Léon Coste, Voyage Métallurgique en Angleterre : ou recueil de mémoires sur le gisement, l'exploitation et le traitement des minerais de fer, étain, plomb, cuivre, zinc, et sur la fabrication de l'acier, dans la Grande-Bretagne, t. 2, Paris, Bachelier, 1839, 2e éd., 607 p. (lire en ligne)
- sous la direction de Brochant de Villiers, Explication de la Carte géologique de la France, 5 volumes, Paris, 1841 lire en ligne à partir du premier volume
- Armand Dufrénoy, Traité de minéralogie, tome 1, Carilian-Goeury et Victor Dalmont, Paris, 1844
- Armand Dufrénoy, Traité de minéralogie, tome 2, Carilian-Goeury et Victor Dalmont, Paris, 1845
- Armand Dufrénoy, Traité de minéralogie, tome 2, Victor Dalmont, Éditeur, Paris, 1856, deuxième édition, revue, corrigée, et considérablement augmentée
- Armand Dufrénoy, Traité de minéralogie, tome 3, Carilian-Goeury et Victor Dalmont, Paris, 1847
- Armand Dufrénoy, Traité de minéralogie, tome 3, Victor Dalmont, Éditeur, Paris, 1856, deuxième édition, revue, corrigée, et considérablement augmentée
- Armand Dufrénoy, Traité de minéralogie, tome 4, Dalmont et Dunod, Éditeurs, Paris, 1859, deuxième édition, revue, corrigée, et considérablement augmentée

## Postérité
- Une rue de Paris porte son nom.
- Des bustes de lui, réalisés par Joseph Lescorné, ornent l'Académie des sciences (1857) et l'Ecole des mines de Paris (1859)